# Andijon
Andijan (in uzbeco Andijon, Андижон; in russo Андижан?, Andižan) è una città di 368.276 abitanti (calcolati per il 2009) dell'Uzbekistan orientale, la quarta più grande del Paese e il capoluogo della regione omonima, una delle dodici regioni (viloyat) che insieme alla Repubblica di Karakalpakstan compongono il Paese.

## Inquadramento geografico
È situata (coordinate di 40° 47' N e 72° 20' E) nella parte nord-orientale dello Stato centroasiatico, al confine con il Kirghizistan e a 475 km circa a est di Tashkent, nella valle di Fergana, una fertile pianura, ricca di giacimenti di gas naturali.
Andijan ha una popolazione di 323.900 abitanti secondo il censimento del 1999.

## Economia
L'economia ad Andijan ruota attorno allo sfruttamento delle risorse minerarie: in particolare l'estrazione e raffinazione del petrolio e la lavorazione del marmo e dell'ozocerite. Una voce importante è costituita dalla coltivazione e dalla lavorazione del cotone.

## Storia

### Lungo la via della seta
La valle di Fergana, in epoca classica, era parte della Sogdiana. Alessandro Magno vi fondò, nel 329 a.C., la città di Alessandria Eschate, dipendente nel II secolo a.C. dal regno ellenistico della Battriana.
La città di Andijan costituiva, fin dall'Alto Medioevo, un'importante tappa lungo la via della seta. Distrutta da Gengis Khan, fu ricostruita dal pronipote Kaidu nel XIII secolo e, nei secoli successivi, divenne la capitale di varie entità politiche della regione della valle del Fergana: dai Turchi Karlūk e dai Qarakhanidi (dipendenti dai Selgiuchidi) fino al regno di Babur.
Il principe timuride Zāhir ud-Dīn Mohammad, meglio conosciuto come Babur, nacque ad Andijan nel 1483 e fu il fondatore della dinastia imperiale Moghul che resse per tre secoli un vasto impero islamico che si estendeva dall'Afghanistan all'India.
Dopo la caduta dell'impero Moghul la città venne incorporata nel khanato di Kokand (Khūqand) agli inizi del XIX secolo seguendone le sorti.

### Sotto il dominio russo
Nel 1868 il khanato di Kokand (Khūqand), indebolito nei decenni precedenti da guerre civili, dallo scontro con il khanato di Bukhara e dall'espansione militare russa nella Transoxiana, firmò un trattato commerciale che lo trasformò, di fatto, in uno stato vassallo dell'impero russo. Ma, infine, fu proprio un'insurrezione scoppiata ad Andijan che fornì nel 1875 alla Russia il pretesto per l'invasione e la definitiva annessione del khanato nella provincia del Fergana. Seguirono diverse rivolte nella regione di Andijan, l'ultima delle quali nel 1898, guidata dall'ishān Dukči - ma vennero tutte represse nel sangue.
Nel 1902 la città venne colpita da un terremoto che distrusse buona parte degli edifici storici e provocò la morte di quattromila persone.
Sotto l'Unione Sovietica la valle del Fergana, che fino ad allora aveva mantenuto una sua unità territoriale e culturale, venne suddivisa fra tre Stati: la RSS Uzbeka (di cui entrò a fare parte la stessa città di Andijan), la RSS Kirghiza e la RSS Tagika.

### La difficile situazione attuale
Nel 1990 l'intera regione di Andijan entrò in una situazione di grave instabilità. L'arretratezza economica, nonostante la presenza di abbondanti risorse naturali e l'ascesa del fondamentalismo islamico si tradussero, nell'aprile di quell'anno, in una serie di episodi di violenza contro le minoranze ebraiche e armene. La situazione economica peggiorò notevolmente a seguito della dissoluzione dell'Unione Sovietica nel 1991 aggravata dalla scarsa cooperazione commerciale fra le ex repubbliche sovietiche confinanti.
Ad accrescere la già grave situazione l'integralismo islamico divenne una presenza stabile in città: nel 2003 Azizbek Karimov, un cittadino di Andijan, venne arrestato e condannato a morte l'anno seguente come terrorista dell'IMU (Movimento Islamico dell'Uzbekistan). Inoltre, dal 1996, opererebbe soprattutto nella valle del Fergana l'Akramiya, un altro movimento terroristico uzbeko di matrice islamica, fondato da Akram Yuldashev, originario proprio di Andijan, che attualmente si trova in carcere.
Ma il panorama dei movimenti religiosi comprende anche la setta dell'Hizb al-Tahrir (Partito della Liberazione): un movimento non violento panislamico, che come obiettivo si propone la ricostituzione del califfato, ovvero dell'unità politica (al di là delle differenze religiose) dei paesi islamici sotto l'autorità di un califfo.
La destabilizzazione della regione concorse ad accrescere e giustificare una situazione di repressione e controllo del governo sulla popolazione che culminò, il 13 maggio 2005, nel cosiddetto massacro di Andijan, in cui un numero non precisato di persone (tra 140-180 e 1.000 a seconda delle fonti) vennero uccise dall'esercito durante un'insurrezione cittadina che il presidente uzbeko Islom Karimov affermò, il giorno seguente in una conferenza stampa, essere stata fomentata dai fondamentalisti islamici e che «nessun civile era stato ucciso».
Il procuratore generale Rashid Kadyrov, il 17 maggio, stilando un bilancio dei fatti di Andijan dichiarò che i morti erano stati 169, fra cui 32 soldati e alcuni civili uccisi dai terroristi islamici che li avevano presi in ostaggio; una versione dei fatti contestata da diverse organizzazioni umanitarie come Human Rights Watch che accusarono il governo uzbeko di compiere sistematiche violazioni dei diritti umani usando come pretesto la lotta al terrorismo islamico.
La brutalità della repressione comportò una diffusa condanna dell'operato del governo uzbeko da parte della comunità internazionale; la chiusura del confine tra Uzbekistan e Kirghizistan (in cui, nei giorni immediatamente successivi, era stato allestito dall'UNHCR e dal governo kirghizo un campo profughi per accogliere centinaia di fuggitivi da Andijan); l'adozione di un pacchetto di sanzioni commerciali e l'embargo militare da parte dell'Unione europea nel novembre del 2005 (e rinnovato un anno dopo) per l'«uso eccessivo, sproporzionato e indiscriminato della forza» e il rifiuto ad accettare un'indagine indipendente sullo svolgimento dei fatti.
La rottura delle relazioni tra USA e Uzbekistan dopo il massacro di Andijan si rivelo un'occasione, per Cina e Russia, di avviare un sistematico processo di espulsione dell'influenza americana dalla regione, tramite una nota formale della Shangai Cooperation Organization. A novembre 2005 gli USA vengono espulsi dalla base di Kharsi-Khanabad, in Uzbekistan, e il paese entra a far parte - ad inizio 2006 - della Collective Security Treaty Organization, l'alleanza militare a guida russa da cui era uscito nel 1999.

## Monumenti e luoghi d'interesse
- Ark-Ichi - Babur Literary Museum: un istituto letterario dedicato a Bābur e situato nel luogo in cui sorgeva la cittadella reale di Ark-Ichi. Il museo venne inaugurato nel 1989, a 460 anni dalla pubblicazione dell'autobiografia del sovrano: Bābur-nāme (Il libro di Bābur).
- Moschea del venerdì: edificata tra il 1809 e il 1812, è uno dei pochi edifici storici sopravvissuti al terremoto del 1902. Non più adibita al culto, è sede di un museo.